# Wolta Biała
Wolta Biała (ang. White Volta, fr. Volta Blanche), znana również jako Nakambé – rzeka dająca początek rzece Wolta w zachodniej Afryce. Wpływa do Jeziora Wolta w Ghanie. Jej głównymi dopływami są Wolta Czarna i Wolta Czerwona.